# Apperley
Apperley är en by i Gloucestershire i England. Byn är belägen 10,4 km 
från Gloucester. Orten har 567 invånare (2015).